# 韩世忠墓碑
韩世忠墓碑，又称万字碑，位于江苏省苏州市灵岩山西南麓。为南宋碑刻，现为江苏省文物保护单位。该碑也是中国现存字数最多的墓碑。
韩世忠（1089年－1151年），字良臣，陕西绥德人，南宋抗金名将。韩世忠一生戎马，数破金兵，力保南宋政权能够与金人分界而治。死后追封蕲王、谥号“忠武”。
韩世忠墓碑为神道碑，立于南宋淳熙四年（1177年），高5.3米。宋孝宗赵昚亲自手书题额“中兴佐命定国元勋之碑”。碑文共88行、13900余字，为赵雄撰，周必大书。其碑文之长十分罕见，得名“万字碑”。
1939年墓碑被狂风刮倒，碎为数块。1946年灵岩寺住持妙真法师主持修复，将原碑拼合后分为上下两段，左右并列以水泥筑框固定。因年久风化，碑文多有缺失、模糊难以辨认。